# Barys Arena
Barys Arena – kryte lodowisko w Astanie, w Kazachstanie. Zostało otwarte 8 sierpnia 2015 roku. Może pomieścić 11 502 widzów. Swoje spotkania rozgrywają na nim hokeiści klubu Barys Astana.
W 2011 roku komisja złożona z przedstawicieli rozgrywek KHL, w których występuje zespół Barys Astana, wizytując PS „Kazachstan” wytknęła szereg braków i niezgodności z nowymi wymogami technicznymi. W rezultacie zdecydowano o budowie zupełnie nowego obiektu. Nowe lodowisko powstało na bagnach, niedaleko stadionu Astana Arena. Jego budowa rozpoczęła się w 2012 roku, a otwarcia z udziałem ówczesnego prezydenta Kazachstanu, Nursułtana Nazarbajewa, dokonano 8 sierpnia 2015 roku.